# 高井俊彦
高井 俊彦 (たかい としひこ、1975年〈昭和50年〉8月27日 - )は、日本のお笑い芸人。吉本興業所属。元ランディーズのツッコミ担当。奈良県奈良市出身。

## 略歴
奈良県奈良市出身、 橿原市育ち。橿原市立大成中学校、奈良県立平城高等学校を卒業。学生時代は成績優秀で、生徒会長を務めたこともある。フリーアナウンサーの岸本尚実とは小学校の同級生。
NSCに15期生として入学し、同期生の中川貴志とランディーズを結成。
吉本男前ランキングでは、2002年に9位、2003年に5位、2004年に8位にランクインしている。
2005年1月に入籍し、2006年初頭にグアムにて挙式。2013年12月に妻との間に第1子男児が誕生している。
2006年からドラマ『中学生日記』(NHK教育)に教師役として出演。
2007年10月、吉本新喜劇に入団。
2021年8月16日に奈良県奈良市の観光大使を受嘱。

## 人物
乙女座のO型。趣味はファッション、ゲーム、映画鑑賞など。愛読書はsmart。愛犬はトイプードルの「猪虎 (チョコ)」。読売ジャイアンツのファン。お笑い芸人のはまやねんに似ていると言われている。
ラジオ『魁!!ランディーズ』では「エロ兄」という呼び名があるほか、WESTSIDE時代は「リーダー」、「ターキー」、顔の大きさから「顔デカ」、「3頭身」などと呼ばれることが多く、新喜劇では内場勝則や安尾信乃助らに「モアイ」、「デカ井さん」などとイジられている。『よしもと∞』にゲスト出演した時には、東を代表したオリエンタルラジオの中田敦彦と顔デカ勝負をし、負けている。
芸人バンド「THE★RED STAR」のボーカルを担当している。また、バッファロー吾郎らが参加する芸人草野球チーム「松夢」では捕手として参加。2010年から白川悟実 (テンダラー)等と「ジ・白川バンド」を結成し音楽活動をしている。

## 芸風
鼻の穴に釘を刺す「呪いの五寸釘」という一発芸がある。
MBSの記事では、「自分がなりたいのは、どんな人か、ポジションはどこかと考えて、内場勝則さんを見習いたい。ツッコミでまわりの人がみんなボケてストーリーを運んでいく。内場さんを見習ってやる方向に自分の中で切り替えていくようになりました。 で、まわりの人がみんなボケてストーリーを運んでいく」、「 漫才でNGKに立つことは、NSCから目指してました。憧れていた中川家さんみたいになりたいと思ってやってました 」と話している。

## 出演

### テレビ
- よしもと新喜劇（毎日放送）
- 中学生日記（NHK教育テレビ）
- ベリータ（毎日放送） - 不定期
- ○○しか勝たん!（近鉄ケーブルネットワーク）
- 大和のうま酒 酒×肴x金言（KCNファミリーチャンネル）
- ゆうドキッ!（奈良テレビ、2022年7月 - ） - 木曜コメンテーター→水曜コメンテーター[注 1][1]

### ラジオ
- 髙井俊彦のなら'sモノRADIO（ならドットFM）

### 映画
- 文福茶釜 （2018年10月20日、大畑拓也監督） - 工藤岳大 役

### 吉本新喜劇
- 新喜劇ボンバー!!
- 新喜劇フー!!
- 喜劇王しんべえす
- あったか人情コメディ 湯けむりパラダイス!
- よしもと新喜劇
- 道頓堀ZAZAよしもとライブ 第1弾『吉本新喜劇×男肉 du Soleil 〜高井俊彦のミッション・インポッシブル〜』（2013年9月3日、 大阪・道頓堀ZAZA）
- SHINKIGEKI SIDE STORY〜踊る新喜劇〜（2014年3月20日、なんばグランド花月）- 高井俊彦プロデュース
- NGKこども新喜劇〜親子で笑って学べるワクワクドキドキ新喜劇〜（2017年5月14日、なんばグランド花月） - 高井俊彦プロデュース
- しんきげきといっしょ！〜親子で笑って遊べるワクワクドキドキ新喜劇〜（2020年4月19日、なんばグランド花月） - 公演延期
- 吉本新喜劇60周年開幕イベント『60周年だよ！吉本新喜劇』（2019年3月1日、なんばグランド花月）
- 新春　豪華ネタと茂造新喜劇スペシャル（2021年1月1日、1月2日、1月3日、COOL JAPAN PARK OSAKA WWホール）
- よしもと新喜劇＆バラエティinとやま（2021年2月7日、富山県民会館）
- テレビ高知開局50周年記念 よしもとお笑いライブ＆吉本新喜劇in高知2021〜M-1チャンピオンがやってきた!〜（2021年2月23日、高知県立県民文化ホール オレンジホール）
- 豪華絢爛！よしもとお笑いライブinけいはんな2021（2021年2月27日、けいはんなプラザメインホール）
- 吉本新喜劇＆バラエティーショーin名古屋（2021年2月28日、名古屋市民会館大ホール）

### イベント/舞台/音楽活動
- 中学生日記45周年 舞台『中学生日記』…名古屋市公会堂 （2007年3月29日、3月30日）
- 京橋花月よる芝居『CROSS CONNECTION〜クロス コネクション〜』（2009年1月9日 - 1月13日、京橋花月）
- baseよしもと『北大阪信用金庫』…baseよしもと（2009年6月13日・14日）
- 高井レシピVol.1 〜カレーライス〜 （2009年6月24日、ヨシモト∞ホール大阪）
- 15期Bar （2009年11月25日、ヨシモト∞ホール大阪）
- 『高井のコント式〜お色直し7回〜』（2017年7月1日、ZAZA HOUSE）
- 『高井のコント式〜卒業〜』（2017年9月8日、ZAZA HOUSE）
- よしもと×そとばこまち第三弾 『ゆきむら』（2018年6月7日 - 6月10日、近鉄アート館）
- 劇団そとばこまち 第117回公演『付廻し(ストーカー)侍〜振り向けばそこに侍〜』 （2018年11月16日 - 11月18日、近鉄アート館）
- 劇団そとばこまち 第118回公演『のうみん〜三人の天草四郎〜』（2019年10月11日 - 10月14日、近鉄アート館）
- テンダラー白川生誕50祭単独ライブinなんばグランド花月 （2020年11月1日、なんばグランド花月）
- ジ・白川ライヴ〜異種格闘技戦オンラインSP〜 [ジ・白川バンド] （2020年10月3日、ライブ配信アプリSHOWROOMプレミアムLIVE：キャットミュージックカレッジ専門学校）
- 劇団アンサングヒーロー『誘拐（2020年11月24日 - 11月28日、COOL JAPAN PARK OSAKA TTホール）
- 神フェスin奈良（2021年5月22日、EVANS CASTLE HALL）
- 劇団そとばこまち120回公演『のぶなが』（2021年11月19日 - 2021年11月22日、近鉄アート館）
- 奈良市公園夢プロジェクト（2022年4月 - ）